# Bundesstraße 519
Die Bundesstraße 519 (Abkürzung: B 519) ist eine deutsche Bundesstraße in Hessen und führt vom Königsteiner Kreisel durch Rüsselsheim am Main zur Bundesautobahn 60.

## Verlauf
Die B 519 beginnt am Königsteiner Kreisel in Königstein am Taunus, wo die B 455 nach Wiesbaden kreuzt. In südliche Richtung verlaufend liegt die B 519 zunächst auf der Trasse der B 8, ehe diese nördlich von Kelkheim (Taunus) nach Osten abzweigt. Weiter nach Süden verlaufend passiert die B 519 die Ortschaft Hofheim am Taunus, ehe die Bundesautobahn 66 an der Anschlussstelle 11 erreicht wird. Bis Weilbach verläuft auf derselben Trasse ebenfalls die B 40, welche dann aber nach Westen Richtung Mainz abzweigt. Südlich von Weilbach wird die Bundesautobahn 3 ohne eine Anschlussstelle gekreuzt und Flörsheim am Main erreicht. Nach der Überquerung des Mains trifft die Strecke auf die B 43, mit welcher gemeinsam Rüsselsheim am Main durchquert wird. Die Bundesstraße endet an der Autobahnanschlussstelle Rüsselsheim-Mitte der Bundesautobahn 60. Die Straße führt weiter als Landesstraße weiter Richtung Trebur.

## Geschichte
Die Bundesstraße 519 wurde Mitte/Ende der 1970er Jahre eingerichtet und verläuft zwischen Königstein und Hofheim auf einer neu angelegten Trasse außerhalb der Ortslagen. 

## Kontroversen

### Ortsumgehung Hofheim am Taunus
Die Bundesstraße 519 führt heute mitten durch den Ortskern von Hofheim am Taunus und weist dort ein hohes Verkehrsaufkommen auf. Die Bundesstraße führt dabei über den zentralen Marktplatz von Hofheim, dem Chinonplatz, wo die Bundesstraße für Veranstaltungen mehrmals im Jahr gesperrt werden muss.
Dieser unbefriedigende Zustand sollte durch eine auch „B 519 neu“ genannte Ortsumgehung gelöst werden, deren Planungen offiziell im Jahr 1960 aufgenommen wurden. Sie wäre vom nördlichen Stadtrand nach Osten abgeschwenkt und hätte auf einer hierfür freigehaltenen Trasse die Elisabethenstraße (L 3018) erreicht. Von hier wäre in einem langen Tunnel die Krifteler Altstadt untertunnelt worden (Tunnel Kriftel), anschließend wäre auf einer großen Talbrücke in Höhe des Polar Mohr-Betriebsgeländes das Lorsbachtal mit der L 3011 und der Main-Lahn-Bahn gekreuzt worden. Anschließend hätte die Ortsumgehung entlang des östlichen Bebauungsrands von Marxheim bis zur Anschlussstelle Hofheim am Taunus der Bundesautobahn 66 geführt. Die Planungen wurden mehrmals als Vordringlicher Bedarf in den Bundesverkehrswegeplan aufgenommen, zuletzt im Bundesverkehrswegeplan 2030.
Gegen diese Pläne formierte sich, insbesondere nach Aufnahme des Planfeststellungsverfahrens im Jahr 2008, rasch Widerstand vor allem aus Kriftel, der sich schließlich in einer Bürgerinitiative formierte. Die Bürgerinitiative bezweifelte bereits die Notwendigkeit der Ortsumgehung, da der überörtliche Verkehr Hofheim über die Autobahn umgehe und der derzeit auf der Bundesstraße 519 durch Hofheim fließende Verkehr kein Durchgangs-, sondern Zielverkehr nach Hofheim sei, der durch die geplante Ortsumgehung keine Entlastung erfahre. Zudem gefährde der geplante Tunnel Kriftel die Trinkwasservorkommen der Gemeinde und behindere die stadtplanerische Entwicklung aufgrund der erlassenen Veränderungssperre. Während sich alle Parteien in Hofheim für die Ortsumgehung aussprachen, sprachen sich alle Parteien in Kriftel zusammen mit der dortigen Bürgerinitiative gegen die Ortsumgehung aus.
Aufgrund des großen Protests erklärte der hessische Verkehrsminister Tarek Al-Wazir schließlich, die Ortsumgehung Hofheim werde so nicht realisiert werden. Ungeachtet dessen verfolgt die Stadt Hofheim am Taunus die Planungen zur Ortsumgehung in verkleinerter Form weiter, um eine dringend notwendige zweite Querung des Lorsbachtals zu schaffen und damit die bisherige B 519 in Marxheim zu entlasten, auch mit Hinblick auf ein geplantes Neubaugebiet. Anders als in der bisherigen Planung soll die Bahnstrecke dabei nicht mittels einer Talbrücke überquert, sondern in einem Tunnel unterquert werden.

### Ortsumgehung Flörsheim
Südlich der Bundesautobahn 66 führt die B 519 heute mitten durch die Ortskerne von Weilbach und Flörsheim am Main. Diese Abschnitte sind heute durch starken Durchgangsverkehr mit einem hohen Anteil an Schwerlastverkehr geprägt und belasten die Siedlungen durch Lärm und Emissionen stark.
Die ursprüngliche Planung der Ortsumgehung Flörsheim sah vor, die Bundesstraße nördlich und westlich an Weilbach vorbeizuführen, anschließend gemeinsam mit der Bundesstraße 40 unter der Bundesautobahn 3 hindurch zu führen, dann weiter auf einer Trasse zwischen Wicker und Flörsheim und anschließend westlich von Flörsheim auf einer neu zu errichtenden Mainquerung nach Rüsselsheim am Main mit Anschluss an die Bundesstraße 43.
Die Mainquerung wurde 1979 realisiert (Opelbrücke), der Bau der restlichen Ortsumgehung war lange Zeit umstritten. Sie zerstreuten sich endgültig, als die geplante Trasse zwischen Flörsheim und Weilbach Bestandteil des FFH-Gebiets Falkenberg und Geisberg bei Flörsheim wurde und die Realisierung der Ortsumgehung unmöglich machte, sodass die Planungen 2006 endgültig aufgegeben wurden. Die Auffahrtsrampen am nördlichen Ende der Opelbrücke für die Fahrtrichtung Hofheim wurden als Bauvorleistung bereits realisiert und stehen heute ungenutzt in der Landschaft.
Die Stadt Flörsheim nahm daraufhin eine verkleinerte Planung auf, die vorsah, lediglich den Ortskern von Flörsheim halbkreisförmig zu umfahren, jedoch keine Verbindung zur Bundesstraße 40 herzustellen. Diese Planung wurde in zwei Bürgerentscheiden 2007 und 2011 abgelehnt, wobei beide Male sowohl das notwendige Quorum von 25 Prozent der Wahlberechtigten erreicht wurde, als auch die Mehrheit mit Nein gestimmt hatte.
Die Ortsumgehung Weilbach ist weiterhin in Planung und im Vordringlichen Bedarf des Bundesverkehrswegeplans 2030 erhalten. Entgegen der ursprünglichen Planung soll Weilbach nicht nördlich umfahren werden, sondern die Ortsumgehung soll Weilbach halbkreisförmig von Norden über Osten und Süden umschlingen und anschließend in die Straße nach Flörsheim einmünden.